# Jong Genk
El Jong Genk es un equipo de Fútbol de Bélgica que juega en la División Nacional 1 de Bélgica, la tercera categoría nacional.

## Historia
Fue fundado en el año 2022 en la ciudad de Genk como medio para que el KRC Genk promueva su academia de fútbol como uno de los equipos participantes en la temporada 2022/23 en la Segunda División de Bélgica.